# Andrea Kauten

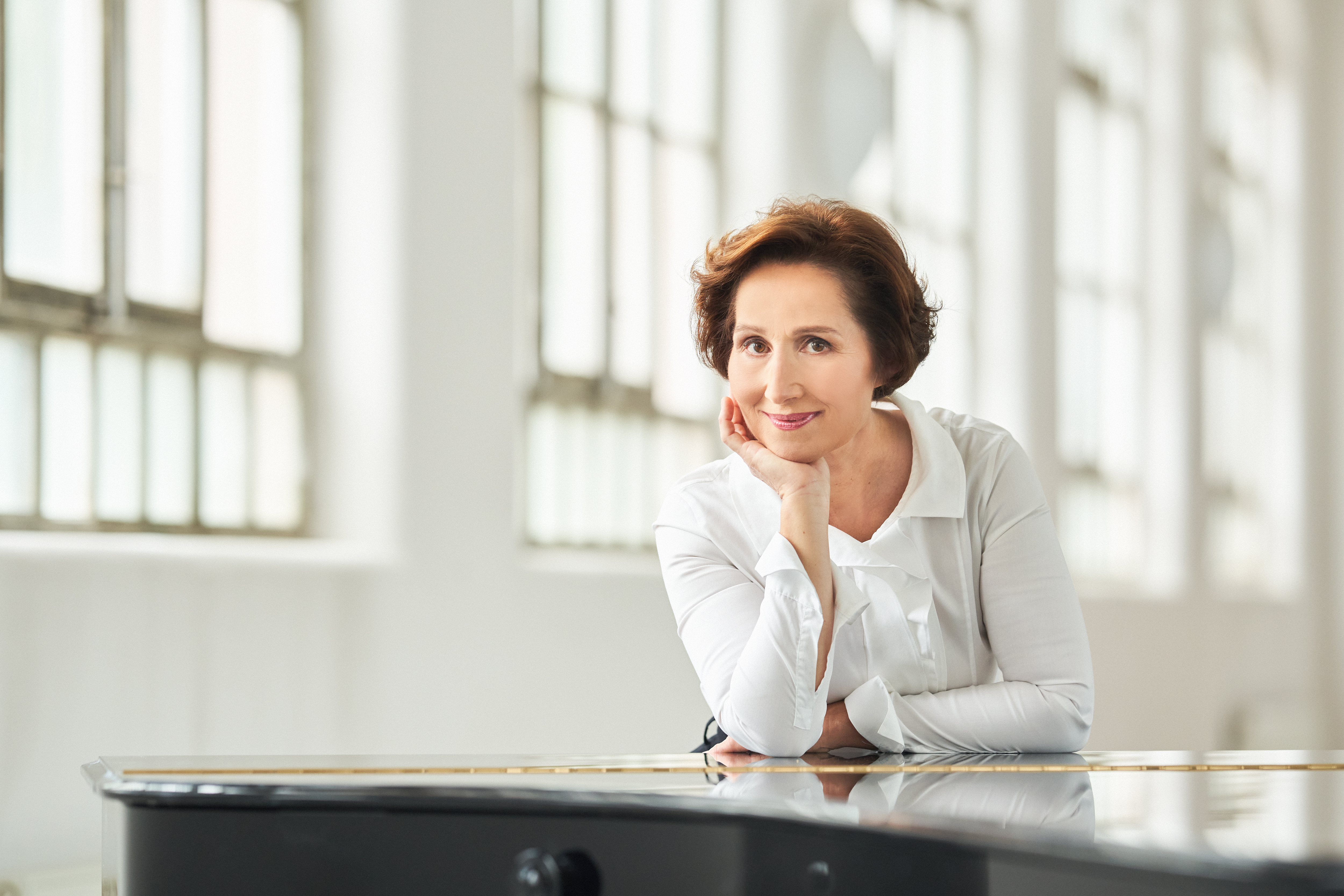
Andrea Kauten (2020)

Andrea Kauten (geboren in Allschwil) ist eine ungarisch-schweizerische klassische Pianistin.

## Leben und Wirken
Andrea Kauten wuchs bei ungarischen Eltern in Allschwil auf. Sie begann ihren Klavierunterricht mit sieben Jahren bei dem Basler Pianisten Albert Engel. Bereits als 13-Jährige stand sie 1975 im Final des Jecklin-Musiktreffens in Zürich. Ein Jahr später, 1976, wurde sie mit dem ersten Preis des Schweizerischen Jugendmusikwettbewerbs ausgezeichnet. In der Folge studierte Kauten an der Musikakademie Basel und schliesslich dank einem Stipendium der Migros-Genossenschaft an der renommierten Franz-Liszt-Musikakademie in Budapest, wo sie mit Kornél Zempléni und Edith Hambalkó arbeitete und ihre Spielweise verfeinerte.
Nach dem Erscheinen ihrer ersten CD 1993 konzertierte sie in diversen Ländern, wie den USA, Kanada, Dänemark, Frankreich, Italien, Ungarn, Deutschland und der Schweiz.
Seit 2006 ist Andrea Kauten künstlerische Leiterin der Kammermusikreihe «Klassik im Krafft-Areal» in Schopfheim-Fahrnau (Südschwarzwald).

## Auszeichnungen
- 1975: Final Jecklin-Musiktreffen in Zürich
- 1976: 1. Preis Schweizerischer Jugendmusikwettbewerb
- 2012: «Supersonic» von Pizzicato für die Liszt-Doppel-CD
- 2018: «Supersonic» von Pizzicato für die Brahms/Goetz-CD

## Diskographie
- Liszt, Goldmark, Rachmaninow: «Piano music of the late Romanticism», Légende Nr. 2 (Der heilige Franziskus von Paula über das Meer schreitend), Vallée d’Obermann (aus Années de pèlerinage, Première année: Suisse), Romanze, Kinder auf dem Rasen, Klaviersonate h-Moll, Concerto pathétique e-Moll, 1. Ballade in Des-Dur, «Dante»-Sonate (Après une lecture de Dante, Fantasia quasi sonata); Aurophon 1993[5]
- Schumann: C-Dur-Fantasie op. 17, Kreisleriana op. 16, Romanzen op. 28, Nr. 2 und Nr. 3; Sony Classical 2006[6]
- Schumann: Klaviersonate Nr. 3, Sinfonischen Etüden, Novelletten Nr. 1 und Nr. 2; Sony Classical 2009[3]
- Liszt: h-Moll-Sonate (komponiert zwischen 1849 und 1853), «Dante-Sonate» (Après une lecture de Dante) von 1849, Sposalizio und Petrarca-Sonett 123 aus den «Années de pèlerinage»; Sony Classical 2011[7]
- Liszt: Totentanz, Malédiction, Fantasie über ungarische Volksmelodien, mit dem ungarischen Savaria Symphony Orchestra unter Ádám Medveczky; «Années de pèlerinage, Deuxième année: Italie», Mephisto-Walzer Nr. 1, 14. Ungarische Rhapsodie; Sony Classical 2012 (2 CDs; «Supersonic» der luxemburgischen Online-Musikzeitschrift Pizzicato)[8]
- «Andrea Kauten – A Portrait»; Beethoven: Mondscheinsonate, Pathétique; Chopin: grosse Sonate (mit dem «Trauermarsch»), Fantaisie-Impromptu op. 66 post., Walzer Nr. 1 („Minutenwalzer“), Nr. 3 (aus Trois Valses, op. 64); Liszt: Consolations S 172, Liebestraum Nr. 3 («O lieb»), 15. Ungarische Rhapsodie (Rákóczi-Marsch); Schumann: 9 Stücke aus dem 1. Teil des Albums für die Jugend op. 68; Rachmaninow: «Adagio sostenuto» aus Moments musicaux für Klavier op. 16, «Prélude», Nr. 2 aus 5 Morceaux de fantaisie für Klavier op. 3, Prélude Nr. 4 G-Dur, Nr. 5 g-Moll aus den 10 Préludes op. 23; Sony Classical 2013 (2 CDs)[9]
- Brahms: Klavierkonzert Nr. 1; Hermann Goetz: Klavierkonzert Nr. 2, mit dem ungarischen Savaria Symphony Orchestra unter Ádám Medveczky; Solo Musica 2018[10]
- «Clara Schumann & Zeitgenossen»; Carl Reinecke: Konzertstück op. 33; Robert Schumann: Variationen Es-Dur WoO 24 («Geistervariationen»); Clara Schumann: Klavierkonzert a-Moll op. 7, Schumann-Variationen op. 20, mit dem Südwestdeutschen Kammerorchester Pforzheim unter Timo Handschuh (Livekonzert in Bad Wildbad); Solo Musica 2019[11]
- «Promenade»; Chopin: Préludes op. 28 Nr. 1–24; Mussorgski: Bilder einer Ausstellung Erinnerungen an Viktor Hartmann; Solo Musica 2021[12]

## Rezeption
«[Beim Clara-Schumann-Konzert] entlockte sie dem Konzertflügel in der Fassung mit Streichorchester mit Leidenschaft und hohem technischen Anspruch verhaltene poetische, aber auch sehr ausdrucksstarke Klänge»

«Virtuosität, gepaart mit Empfindungs- und Seelentiefe – so könnte man die Komposition und Andrea Kautens kongeniales Spiel charakterisieren. Auch die hohe Qualität von Kautens Anschlagskultur, ihre klare Linienführung, die nichts verwischte, und die rhythmischen Pointierungen beeindruckten»

«Chopins 24 Préludes op. 28: Ungemein expressiv und differenziert in den Kontrasten, Stimmungen und Ausdrucksfacetten leuchtete sie diese Charakterstücke aus und behielt gleichwohl das große Ganze in diesem Chopinschen Klangkosmos im Auge. Spieltechnisch überragend, manuell glänzend und gestalterisch ausgefeilt hob Kauten diese Miniaturen in faszinierendem Farbenreichtum aus den Tasten. […] Rachmaninows ‹Six Moments musicaux› mit wunderbarer Klangsinnlichkeit, Eindringlichkeit und Expressivität. Bravourös in der technischen Beherrschung und in der üppigen Klangentfaltung brachte sie diese sechs Stücke zum Leuchten. Wie Andrea Kauten sowohl bei Chopin als auch bei Rachmaninow überwältigendes Virtuosentemperament, emotional intensive Gestaltungskraft und lyrisches Feingefühl verband, löste bei den Zuhörern Beifallsstürme aus»